# إسحاق تشاونسي
إسحاق تشاونسي (بالإنجليزية: Isaac Chauncey)‏ هو ضابط أمريكي، ولد في 20 فبراير 1779 في كونيتيكت في الولايات المتحدة، وتوفي في 27 يناير 1840 في واشنطن العاصمة في الولايات المتحدة.

## وصلات خارجية
- إسحاق تشاونسي على موقع إن إن دي بي (الإنجليزية)